# 曹祖儒
曹祖儒（1491年—？年），字以學，河南卫辉府獲嘉縣人，民籍。明朝政治人物。同進士出身。

## 生平
治《詩經》，嘉靖元年（1522年）壬午科河南鄉試第二十八名舉人，年三十三歲中式嘉靖二年（1523年）癸未科會試第四百名，第三甲第一百九十五名進士。授山東益都县知县，官至巩昌府通判。

## 家族
曾祖曹祥，福建按察司副使。祖曹昂，获鹿县教谕。父曹鳳儀，监生。母李氏；继母吉氏。具庆下。弟祖武、祖仁、祖贤、祖彦。